# Young Women's College Preparatory Academy
La Young Women's College Preparatory Academy (YWCPA) és una escola secundària i de preparació (high school) pública per noies a Houston, Texas que es troba en l'antic Centre Contemporani d'Ensenyament. Com un part del Districte Escolar Independent de Houston (HISD per les seves sigles en anglès), YWCPA es va obrir en la tardor del 2011. L'acadèmia és un projecte de la Foundation for the Education of Young Women (en català: Fundació per l'Educació de les Dones Joves). És la primera escola solament per noies de l'HISD. El consell escolar va aprovar la creació de l'escola el 2010.